# Robinaldia angustata
Robinaldia angustata är en tvåvingeart som först beskrevs av Villeneuve 1933.  Robinaldia angustata ingår i släktet Robinaldia och familjen parasitflugor. Inga underarter finns listade i Catalogue of Life.